# VfR Pforzheim
VfR Pforzheim was een Duitse voetbalclub uit Pforzheim, Baden-Württemberg.

## Geschiedenis
De club werd in 1897 als FC Alemania Pforzheim opgericht. Op 12 september 1912 fuseerde de club met de in 1906 opgerichte FC Viktoria Pforzheim en Phönix Pforzheim tot VfR Pforzheim. In 1919 sloot FC Oststadt Pforzheim zich nog bij de club aan. Na de Eerste Wereldoorlog speelde de club in een van de hoogste klassen van de Zuid-Duitse voetbalbond. Na de invoering van de Gauliga in 1933 speelde de club in de tweede klasse. In 1943 promoveerde de club voor één seizoen naar de Gauliga Baden.
In 1965 promoveerde de club naar de Regionalliga Süd, toen de tweede klasse, maar degradeerde al meteen. Tot 1974 speelde de club nog in de Amateurliga Nordbaden en keerde na twee jaar afwezigheid dan terug. Door de invoering van de Oberliga Baden-Württemberg als derde klasse in 1978 ging de club in de vierde klasse spelen. In 1987 degradeerde de club zelfs naar de Landesliga. Na twee jaar promoveerde de club terug en stootte in 1992 door naar de Oberliga, toen nog de derde klasse. In het tweede seizoen werd de club vijfde en deed het beter dan rivaal 1. FC Pforzheim. Hierna werd de Regionalliga ingevoerd als tweede klasse en werd de Oberliga de vierde klasse. Door de vijfde plaats maakte de club kans om zich te kwalificeren en versloeg in de eindronde SpVgg Bayreuth, maar verloor dan van de amateurs van Eintracht Frankfurt. Het volgende seizoen werd VfR vicekampioen achter SV Sandhausen. Ondanks deze goede prestatie was de club in zwaar financieel noodweer verzeild en trok zich vrijwillig terug uit de Oberliga en nam de plaats van zijn tweede elftal over in de Bezirksliga (zevende klasse). De club kon niet meer terugkeren naar de hogere reeksen van het amateurvoetbal. In 2008 degradeerde de club uit de Landesliga en door de invoering van de 3. Liga betekende dit een val van het zesde naar het achtste niveau.
In 2010 fuseerde de club met 1. FC Pforzheim tot 1. CfR Pforzheim.